# Jaana Sandström
Jaana Marita Sandström (* 2. August 1963 in Lappeenranta) ist eine finnische Wirtschaftswissenschaftlerin und Hochschullehrerin.

## Werdegang
Sandström studierte an der Technischen Universität Lappeenranta. 1987 graduierte sie an der Hochschule als Bachelor of Science und 1994 mit einem Lizentiat. Bis zu ihrer Berufung zur Professorin 1999 war sie als Lecturer für Rechnungswesen tätig und beendete 2001 ihre Promotion als Dr. Sc. Zwischen August 2009 und September 2014 war sie Dekanin der Wirtschaftsschule an der Universität, anschließend stieg sie zur Vizerektorin auf.
Unter Sandströms Leitung der Wirtschaftsschule der Dekan Technischen Universität Lappeenranta wurde die Einrichtung modernisiert und erhielt anschließend eine Akkreditierung der European Foundation for Management Development. 2012 wurde sie an die Spitze des Akkreditierungsgremiums der Organisation berufen.
Die konzeptionelle Überarbeitung für die gesamte Universität setzte sie in ihrer Rolle als Vizerektorin fort.
Sandströms Schwerpunkte in Forschung und Lehre liegen in den Bereichen Buchführung, Managementstrategien und Fragestellungen des Wirtschaftsingenieurwesen. In letzter Zeit setzte sie sich insbesondere mit Fragestellungen zu Nachhaltigkeit und Corporate Social Responsibility auseinander.